# 歌舞伎町シャーロック
『歌舞伎町シャーロック』（かぶきちょうシャーロック）は、Production I.G制作による日本のテレビアニメ作品。2019年10月から2020年3月まで毎日放送『アニメイズム』B1枠ほかにて連続2クールで放送された。
Production I.GとKADOKAWAによるオリジナルテレビアニメーションであり、架空の街「新宿區歌舞伎町」が舞台として描かれる。また、本作品の内容は『シャーロック・ホームズシリーズ』のパロディとなっている。2018年8月10日に「歌舞伎町のやつ（仮）」として発表され、その後に本タイトルが正式発表された。

## あらすじ
舞台は壁とゲートで東西に分かたれた新宿區歌舞伎町。ウェストサイドで監察医を勤めていた青年医師ジョン・H・ワトソンは、風変わりな依頼を好むという探偵シャーロック・ホームズを探して、イーストサイドの「BARパイプキャット」を訪れる。そこはオネエのハドソン夫人が店長を務め、京極冬人、メアリ・ルーシー姉妹、ミッシェル・ベルモント、小林寅太郎たちが集う「探偵長屋」だった。事件の依頼を受けると探偵たちは報酬を争い、混沌とした街へ飛び出していく。

## 登場キャラクター

### メインキャラクター
シャーロック・ホームズ
声 - 小西克幸
主人公。落語好きな名探偵。推理を披露する際には落語の形式で語り聞かせる推理落語を行うのが常であり、語れることが嬉しいのか不気味な笑いを浮かべてから開始する。ただし落語の才能はあまりない。
長屋に集う探偵の中では最も変わり者だが、非常に明晰な頭脳と推理力を持ち、また原典同様、巧みな変装も得意。報酬の多寡ではなく興味をそそられるかどうかで依頼を受けるかどうか決める。非常に身勝手で傲慢な性格で、ワトソンを顎で使うものの、彼と協力（時に利用）して事件解決に導くこともある。兄のマイクロフトが非常に苦手な他、女性に免疫がないため、女性が接近すると寿限無を唱えて平静を保とうとする。味覚が独特で、飲食時には果物の缶詰を料理にかけたり、アイスコーヒーに焼き鳥を刺したりして食すが、不思議とアイリーンの料理だけは普通に食べている。
ウエストサイドの名家ホームズ家出身だが、「退屈」という理由で家を出てイーストの歌舞伎町に流れ着く。ハドソン夫人に拾われ、落語家に弟子入りするが、「物にならない」と5年で破門され、探偵長屋で探偵業をはじめている。
ジョン・H・ワトソン
声 - 中村悠一、戸松遥（幼少期）
ウェストサイドにある大学病院の法医解剖医。非童貞。シャーロックに自分の近辺で起こる不審な事象の捜査を依頼すべく、イーストサイドに渡ってきた。本作は彼の視点で描かれており、また非常識なメンツの中で数少ない常識人でもある。
生真面目で温厚な青年であり、シャーロックに召使いのような扱いを受けているが強く出られず、依頼を続けるも尽く無視されてしまう。素直で迂闊なために騙し合いや捜査は苦手だが、医学知識や、時に本人に無自覚なところでもシャーロックのサポートをする。
モラン區長の娘アレクサンドラ・モランの検死の際に遺体の髪から小さな発信機を発見、それを上司に報告したことから、真相の露呈を恐れた切り裂きジャック事件の首謀者に付け狙われる。
ジェームズ・モリアーティ
声 - 山下誠一郎、大地葉（幼少期）
ウエストサイドに住まう高校生。16歳。探偵ではないが、シャーロック顔負けの頭脳の持ち主で、シャーロックとは本人曰く「親友」「前世からの仲」。
シャーロックの部屋や探偵長屋にも出入りしているほか、スリを働く悪ガキグループ（歌舞伎町遊撃隊）のリーダーのような存在でもある。落語の知識があり、シャーロックとは破門された彼が公園で落語の稽古をしていた時に知り合った。
正体はモラン區長の息子であり、本名は「ジェームズ・モラン」。双子の妹アレクサンドラ（声 - 花澤香菜）を殺害した切り裂きジャックを追っている。
シャーロックらの捜査により切り裂きジャックが判明するとジャックを殺害。東京第七刑務所に収監され、アルバート・トレヴァら古参の囚人たちから激しいいじめを受ける。
集団脱獄事件から10か月後、父親のモランの尽力により釈放され、歌舞伎町に戻る。モラン區長選を補佐しながら探偵業も勤め、世間から「ヒーロー探偵」と呼ばれるようになっていく。
実は道徳や罪悪感を持たないサイコパスであり、11年前、興味本位で入浴中の母親を感電死させている。服役中に囚人たちをマインドコントロールし、脱獄させて事件を起こすと自殺するよう仕向けた。
アイリーン・アドラー
声 - 坂本真綾
妖艶な才女。数多くの肩書きを持ち、多くの男の愛人でもあった。幼い頃にハドソン夫人に面倒を見てもらっていた時期がある。
モラン區長の愛人であり、モラン家の家庭教師を勤めていた。その時の教え子アレクサンドラの死を調査するために目玉焼き形のUSBメモリをモランから奪取。そのため切り裂きジャックに襲撃されるようになり、なりゆきでシャーロックの家に居候するようになった。

### 探偵長屋
ハドソン夫人
声 - 諏訪部順一
「BARパイプキャット」のオーナー兼店長。ひげ面で筋骨隆々のオカマではあるが心は乙女で、高価なドレスに見惚れることもある。店と並行して探偵長屋の元締めをしており、報酬を提示してシャーロックらを競わせている。自ら依頼人として依頼を出すこともある。
京極冬人 （きょうごく ふゆと）
声 - 斉藤壮馬、松田利冴（幼少期）
童貞探偵。融通が利かないほど生真面目な性格をした男性。潔癖症で血が苦手。
眼鏡をかけ、白手袋にスーツ姿の紳士然とした格好だが、成り上がってウエストサイドに行くことを目論む上昇志向の強いところがある。そのせいで勝ち急いでしまう癖がある。「BARパイプキャット」の常連客マキに入れあげており、彼を女と勘違いしたまま懸想したことで思わぬ悲劇を招くこととなった。
メアリ・モーンスタン
声 - 東山奈央
小悪魔系ギャル探偵。ルーシーの妹。巨乳。
もともとは姉とともに田舎暮らしをしていたが、クズの父親が失踪前後から不貞を働き、更に母親が死去したため、二人で歌舞伎町にやってきた。頭の回転が早く狡猾で、姉への甘え方も上手い。
ルーシー・モーンスタン
声 - 東内マリ子
シスコン探偵。クールに見えて人情家。一見すると目つきの鋭い美男子だが正真正銘の女性。
歌舞伎町にやってきたばかりの頃に自分たち姉妹を救ってくれた力士に憧れを抱いており、相撲観戦を趣味にしている。過去のトラウマのせいもあって、妹にはとにかく甘い。ただし、妹との生活において料理だけはさせてもらえない（寅太郎曰く「ゲロマズ」）。
ミッシェル・ベルモント
声 - 青山穣
ギャンブル狂の探偵。元刑事だったことから警察関係、ヤクザ関係共に顔が利く。離婚した妻と一人娘がいる。
小林寅太郎 （こばやし とらたろう）
声 - 橘龍丸
義理人情に篤いあんちゃん探偵。強面だがお人好しの苦労人。
借金の取り立て対象である漫画家に情が湧いてしまい、彼の夜逃げを見逃した事から破門を言い渡された元・兼古組のヤクザ。その時の出来事がきっかけで寅太郎をモデルにした漫画が連載されるようになった。
パイプ
「BARパイプキャット」の看板猫。オスのラグドール。好物はいちご。
歌舞伎町遊撃隊（かぶきちょうゆうげきたい）
ヨシオ（声 - 田村睦心）、レン子（声 - 本渡楓）、ユウヤ（声 - 白石晴香）、サブロー（声 - 麦穂あんな）、ジュリ（声 - 楠木ともり）、ライチ（声 - 若井友希） の6人で構成され、モリアーティが隊長を務める。それぞれの家が放任主義なため、子どもながらパイプキャットの常連客。「金を盗るのは金持ちから。盗った金は困っている奴のために使う」が掟。
穂刈マキ
声 - 村瀬歩
「BARパイプキャット」の常連客。童顔で控え目な性格をしたニューハーフ。マキ本人に惚れている京極だけは性別が男性であることに気付いていない。のちに金蔓になりそうな京極と交際を始める。
実は切り裂きジャックの正体で、本名は「足利満昭（あしかが まんあき）」。性別を問わず自身が「美しい」「可愛い」と感じた者を切り刻んで惨殺することを好むシリアルキラーで、食い扶持を稼ぐために殺し屋稼業もしていた。「穂刈マキ」としての性格も演じていたものに過ぎず、自身を慕っていた京極を口汚く罵ったり、アレクサンドラを欲情しながらじっくり殺したと嬉々として語るなど、ホームズをして「全てが醜悪」と言わしめさせる残虐下劣な男。物語中盤、モリアーティの「仇討ち」によって絶命させられる。死の間際、モリアーティに「モラン區長から息子のジェームズ殺害の依頼を受けたが、間違えてアレクサンドラを殺した」と言い残した。

### その他
レストレイド警部
声 - 岸尾だいすけ
新宿ウェスト署の警部。ヅラ。イースト署勤務時代のミッシェル・ベルモントの後輩。
マイクロフト・ホームズ
声 - 置鮎龍太郎
シャーロックの実兄で、10年前からモラン區長の第一秘書を務める。USBメモリ紛失事件で探偵長屋を頼る。
兼古信雄（かねこ のぶお）
声 - 宝亀克寿
ヤクザ「兼古組」の組長。歌舞伎町の顔役のひとり。
セバスチャン・モラン
声 - 楠見尚己
強大な権力を持つ新宿區長。妻はセシリア(故人)。ジェームズとアレクサンドラの父親。息子ジェームズが人格に問題を抱えていることに気付いている。
セシリア・モラン
声 - 青木瑠璃子
モラン區長の妻でジェームズとアレクサンドラの母親。11年前、浴室で事故死している。
ディラン
声 - 中西伶郎
「パイプキャット」の近くで呼び込みをしている大柄な黒人男性。アフロヘアー。劇中のSNSでは「門番の黒いモッコリ」と書き込まれていた。
モモタローズ(MOMOTA-ROSE)
声 - Gero（モモタロウ）、
ヴォーカルのモモタロウ、ギターの犬、ベースの雉、ドラムの猿の四人組バンド。歌舞伎町を中心に活動するインディーズバンドで、日頃から全員が被り物を被っている。
トニー茂（トニーしげる）
声 - 上別府仁資
ジャーナリスト。「出版業界の首領」と呼ばれる情報通。
アルバート・トレヴァ
声 - 大塚芳忠
東京第七刑務所に収監中だった爆弾魔。のちに囚人たちと集団脱獄する。

## 世界観・用語解説
新宿區
本作の舞台となる架空の街。上流階級が住む「ウエストサイド」と庶民の街「イーストサイド」に分かれ、線路と壁で区切られている。行き来する際はゲートの検問を受ける必要がある。
歌舞伎町
イーストサイドの中にある歓楽街。治安も悪く混沌としたエリア。
NYAO HOUSEビル
歌舞伎町のテナントビル。地下4階がBarパイプキャット、地下2・3階が探偵たちの部屋。上階はショーパブやマッサージ店が入店している。
ピンクの象
歌舞伎町のテナントビル「エレファントビル」の屋上にある巨大な象のオブジェ。3時間ごとに鳴き声を上げる。
探偵への依頼
依頼はA級、S級並盛、S級特盛の3種類にわかれる。A級は依頼人が一人の探偵に直接依頼する。S級並盛は報酬100万以上で複数の探偵の参加を募集。解決した探偵が報酬を総取りする。S級特盛は成功失敗問わず全ての経費を依頼者が負担。探偵の参加率が高くなり、成功率もアップする。
探偵ポケベル
事件の依頼を受けた探偵は、ハドソン夫人が用意したポケベルを持って捜査を始める。メッセージ受信の他、録音、スマホとの連携など様々な機能を持つポケベルで、猫の顔のカバーがついている。探偵長屋所属の証明でもある。
切り裂きジャック
新宿區にあらわれる連続猟奇殺人犯。本名・性別・年齢は一切不明でこれまで10件以上の殺人事件に関わっていると見られる。被害者は若い美男美女で、殺害したあと生殖器を切り取り、男性器はその場に残し、女性器は持ち去る。さらに死体の周囲に血液で天使の羽根を描く。最後の殺人はモラン區長の娘アレクサンドラ。

東京第七刑務所
アルバートやジェームズたちが収監されていた刑務所。これまでに脱獄した者は、再び逮捕される際に「8020463840」という謎の暗号を呟いてから自殺を図っている。

## スタッフ
- 監督 - 吉村愛[4]
- シリーズ構成 - 岸本卓[4]
- キャラクターデザイン・総作画監督 - 矢萩利幸[4]
- プロップデザイン - 清池奈保、津坂美織、久原陽子[4]
- 色彩設計 - 藤田恵里香[4]
- 美術設定 - 金平和茂[4]
- 美術監督 - 片平真司[4]
- 3D監督 - 磯部兼士[4]
- 特殊効果 - 村上正博[4]
- 2Dワークス - 濱中亜希子[4]
- 撮影監督 - 荒幡和也[4]
- モーショングラフィックス - 大城丈宗[4]
- 編集 - 濱宇津妙子[4]
- 音響監督 - 長崎行男[4]
- 音楽 - 伊賀拓郎[4]
- 音楽プロデューサー - 若林豪
- 音楽制作 - KADOKAWA
- プロデューサー - 河本紗知、今川寛隆、清水紀衣、前田俊博
- アニメーションプロデューサー - 八木雅子
- アニメーション制作 - Production I.G[4]
- 製作 - 歌舞伎町シャーロック製作委員会（KADOKAWA、DMM. pictures、Production I.G、ムービック、MBS）

## 主題歌
「CAPTURE」
EGO-WRAPPIN'の編曲・歌によるオープニングテーマ。作詞は中納良恵、作曲は森雅樹と中納良恵。
「百億光年」
ロザリーナの作詞・作曲・歌による第1クールのエンディングテーマ。作曲・編曲は亀田誠治。
「パレード」
石崎ひゅーいの作詞・作曲・歌による第2クールのエンディングテーマ。編曲はトオミヨウ。

## 各話リスト
| 話数 | サブタイトル               | 脚本       | 絵コンテ   | 演出             | 作画監督                                                                    | 初放送日        |
| ---- | -------------------------- | ---------- | ---------- | ---------------- | --------------------------------------------------------------------------- | --------------- |
| #01  | はじめまして探偵諸君       | 岸本卓     | 吉村愛     | 吉村愛           | 大久保徹 森光恵 山口飛鳥                                                    | 2019年 10月12日 |
| #02  | 泣きぼくろ見つめ隊はいかが | 岸本卓     | 松澤建一   | 松澤建一         | 山口飛鳥 植田実                                                             | 10月19日        |
| #03  | エース・京極冬人の夢は     | 岸本卓     | 横山和基   | 横山和基         | 宮川智恵子 式部美代子 清池奈保 鈴木絵万 渡辺愛                              | 10月26日        |
| #04  | お湯は基本熱め             | 池田臨太郎 | 島津裕行   | 小林孝志         | もろゆき沙羅                                                                | 11月2日         |
| #05  | 立合いはフライングぎみッ   | 宮尾百合香 | 喜多谷充   | 徐惠眞           | 小谷杏子 山口飛鳥                                                           | 11月9日         |
| #06  | 漢 小林、やるっす          | 木戸雄一郎 | 松澤建一   | 松澤建一         | 清池奈保 式部美代子                                                         | 11月16日        |
| #07  | ワイフ、未来を見つめる     | 木戸雄一郎 | 頂真司     | いとがしんたろー | 森光恵 高橋靖子 杉田まるみ 福原麻衣 鈴木絵万 清池奈保 渡辺愛 藤田正幸       | 11月23日        |
| #08  | 水着を脱がせるな           | 木戸雄一郎 | 横山和基   | 横山和基         | 山口飛鳥 河野真貴 福原麻衣                                                  | 11月30日        |
| #09  | あの女のねぐら             | 池田臨太郎 | 米林拓     | 米林拓           | 片桐貴悠 植田実                                                             | 12月7日         |
| #10  | 霊媒師急募                 | 宮尾百合香 | 頂真司     | 朝岡卓矢         | 式部美代子 吉田和香子 鈴木絵万 もろゆき沙羅                                 | 12月14日        |
| #11  | 切り裂きジャック           | 岸本卓     | 渡邉徹明   | 渡邉徹明         | 清池奈保 小谷杏子 植田実 青野厚司 栗井重紀 吉田和香子                       | 12月21日        |
| #12  | にゃんにゃん打破           | 宮尾百合香 | 藤田陽一   | いとがしんたろー | 福原麻衣 式部美代子 河野真貴 片桐貴悠 徳田夢之介 三橋美枝子 佐久間康子      | 12月28日        |
| #13  | はじまりの月夜             | 岸本卓     | 頂真司     | 小村方宏治       | 小村方宏治 鈴木絵万 高橋靖子 森光恵 寿門堂 STUDIO MASSKET                   | 2020年 1月11日  |
| #14  | 取り戻せメロンのココロ     | 池田臨太郎 | 頂真司     | 小林孝志         | 河野真貴 式部美代子 青野厚司 太田衣美 三橋美枝子                            | 1月18日         |
| #15  | あの人はいずこ             | 木戸雄一郎 | 頂真司     | 中西伸彰         | 藤田真弓 金璐浩 永田文宏 細山正樹                                           | 1月25日         |
| #16  | ミッシェルとあほぼん       | 宮尾百合香 | 小倉宏文   | いとがしんたろー | 山口飛鳥 片桐貴悠 服部總志 寿門堂                                           | 2月1日          |
| #17  | 振り返ればサウダーデ       | 池田臨太郎 | 松澤建一   | 松澤建一         | 清池奈保 三橋美枝子 福原麻衣 徳田夢之介 太田衣美                            | 2月8日          |
| #18  | 動物たくさんデス           | 木戸雄一郎 | 仲澤慎太郎 | 江島泰男         | 清池奈保 鈴木絵万 服部總志 寿門堂 STUDIO MASSKET BSP                        | 2月15日         |
| #19  | グランギニョールの幕を     | 宮尾百合香 | 頂真司     | 高田昌豊         | 式部美代子 河野真貴 小谷杏子 三橋美枝子 STUDIO MASSKET 寿門堂               | 2月22日         |
| #20  | モリアーティ、享受         | 岸本卓     | 石川真理子 | 石川真理子       | 石川真理子 竹内由香里 清水麻美 福原麻衣 山口飛鳥 吉井弘幸                   | 2月29日         |
| #21  | 絶入                       | 岸本卓     | 西田正義   | いとがしんたろー | 清池奈保 式部美代子 福原麻衣 飯飼一幸 竹内由香里 三橋美枝子 清水麻美 寿門堂 | 3月7日          |
| #22  | イースト菌について語るスレ | 木戸雄一郎 | 頂真司     | 中西伸彰         | 藤田真弓 金璐浩 永田文宏                                                    | 3月14日         |
| #23  | 8時、全員集合だよ          | 池田臨太郎 | 頂真司     | 加藤大貴         | 津坂美織 森光恵 式部美代子 清池奈保 寿門堂                                  | 3月21日         |
| #24  | 歌舞伎町で会おう           | 岸本卓     | 松澤建一   | 松澤建一         | 式部美代子 福原麻衣 藤元美典 徳田夢之介 清水麻美                            | 3月28日         |

## 放送局
| 放送期間                                              | 放送時間                     | 放送局    | 対象地域   | 備考                                 |
| ----------------------------------------------------- | ---------------------------- | --------- | ---------- | ------------------------------------ |
| 2019年10月12日 - 2020年3月28日                        | 土曜 1:55 - 2:25（金曜深夜） | 毎日放送  | 近畿広域圏 | 製作参加                             |
|                                                       |                              | TBSテレビ | 関東広域圏 |                                      |
| 2019年10月13日 - 2020年3月29日                        | 日曜 1:00 - 1:30（土曜深夜） | BS-TBS    | 日本全域   | BS/BS4K放送                          |
| 2019年10月15日 - 2020年3月31日                        | 火曜 20:00 - 20:30           | AT-X      | 日本全域   | CS放送 / 字幕放送 / リピート放送あり |
| 毎日放送、TBSテレビ、BS-TBSでは『アニメイズム』B1枠。 |                              |           |            |                                      |

## 関連メディア

### BD / DVD
| 巻  | 発売日        | 収録話          | 規格品番   | 規格品番   |
| 巻  | 発売日        | 収録話          | BD         | DVD        |
| --- | ------------- | --------------- | ---------- | ---------- |
| 1   | 2020年1月24日 | 第1話 - 第6話   | ZMAZ-13681 | ZMSZ-13691 |
| 2   | 2020年2月26日 | 第7話 - 第12話  | ZMAZ-13682 | ZMSZ-13692 |
| 3   | 2020年5月27日 | 第13話 - 第18話 | ZMAZ-13683 | ZMSZ-13693 |
| 4   | 2020年6月24日 | 第19話 - 第24話 | ZMAZ-13684 | ZMSZ-13694 |
| OVA | 2020年8月26日 | Ep1. - Ep.6     | ZMXZ-14151 | ZMBZ-14152 |

### 漫画
『月刊コミックガーデン』（マッグガーデン）2020年2月号から連載。ウェブコミック『MAGCOMI』（同社）にも掲載。作画は水越きぬ。だが、同年3月号には休載となり、2020年10月5日、著者都合により連載中止となったことが発表された。掲載分の書籍化予定はない。

### 小説
森晶麿によるノベライズ作品が角川文庫より刊行。
- 森晶麿（著）・歌舞伎町シャーロック製作委員会（原作）『歌舞伎町シャーロック 囚人モリアーティ 解放のXデー』 KADOKAWA〈角川文庫〉、2020年4月24日発売[21]、ISBN 978-4-04-109005-3

### Webラジオ
ハドソン夫人役の諏訪部順一と小林寅太郎役の橘龍丸がパーソナリティーを務める『歌舞伎町シャーロック〜パイプキャットラジオ〜』が音泉にて2019年10月9日から2020年4月8日まで隔週水曜日に配信。

## 舞台
2024年1月19日に本作の舞台化が発表された。同年5月17日～5月26日に東京都文京区のIMM THEATERで上演予定。

### キャスト
- シャーロック・ホームズ - 新木宏典
- ジョン・H・ワトソン - 鈴木裕樹
- 京極冬人 - 稲垣成弥
- ジェームズ・モリアーティ - 設楽銀河
- メアリ・モーンスタン - 佐倉初
- ルーシー・モーンスタン - 古畑奈和
- 小林寅太郎 - 日向野祥
- ハドソン夫人 - 磯貝龍乎

### スタッフ
- 脚本 - 岩崎う大（かもめんたる）
- 演出 - 元吉庸泰
- 美術 - 乘峯雅寬
- 舞台監督 - 澤麗奈（obbligato）、川畑信介（obbligato）
- 照明 - 大波多秀起（デイライト）
- 音響 - 戸田雄樹（エディスグローヴ）
- 映像 - ワタナベカズキ
- アクション演出 - HAYATE
- 音楽 - はるきねる
- 衣装 - 外林健太（RIM）
- ヘアメイク - 成谷充未
- 演出助手 - 山﨑絵里佳
- 宣伝美術 - 横澤進一
- 宣伝写真 - 荒金大介
- Webデザイン - 河野真衣
- 制作 - De-LIGHT
- プロデューサー - 千々岩奈央（De-LIGHT）
- 主催 - 2024舞台「歌舞伎町シャーロック」製作委員会